# Número de Dudeney
Un número de Dudeney es un número entero que es un cubo perfecto, de forma que la suma de sus dígitos da como resultado la raíz cúbica del número. El nombre deriva de Henry Dudeney, que observó la existencia de estos números en uno de sus rompecabezas, Root Extraction, donde un profesor jubilado de Colney Hatch postula esto como método general para la extracción de la raíz.
Hay muy pocos números de Dudeney:
```
    1 =  1 x  1 x  1   ;   1 = 1
  512 =  8 x  8 x  8   ;   8 = 5 + 1 + 2
 4913 = 17 x 17 x 17   ;  17 = 4 + 9 + 1 + 3
 5832 = 18 x 18 x 18   ;  18 = 5 + 8 + 3 + 2
17576 = 26 x 26 x 26   ;  26 = 1 + 7 + 5 + 7 + 6
19683 = 27 x 27 x 27   ;  27 = 1 + 9 + 6 + 8 + 3
```

H. E. Dudeney, 536 Puzzles & Curious Problems, Souvenir Press, London, 1968, p 36